# ケン・ラッセル
ケン・ラッセル（Henry Kenneth Alfred Russell, 1927年7月3日 - 2011年11月27日）は、イギリス出身の映画監督。過激な作風とエキセントリックな言動で知られ、そのセクシャルな演出で教会をはじめ多方面から批判を受ける。1974年の『マーラー』に代表される伝記映画を得意とする。1969年の『恋する女たち』でアカデミー監督賞にノミネート。

## 来歴
10代後半で航海士になったが、飽きてしまいイギリス空軍に入隊。空軍に2年いた後、バレエに興味を持ちバレエ学校で学ぶが、すぐに断念。俳優を志すが才能がないということでこれも断念。次に選んだ写真の分野では成功し、後にBBCに招かれてテレビ映画を作るようになる。
かなりアバンギャルドな作風で、彼の作品は「スキャンダラス」「狂気」「耽美的」「変質的」などと形容されることが多い。
チャイコフスキー、マーラー、エルガー、フランツ・リスト、ルドルフ・ヴァレンティノ、ワーズワース、ユリ・ゲラーなど、実在の人物の生涯を多く映画化した。これらの人選で明らかなように、クラシック音楽への造詣が深く、舞台でのオペラ演出も数多く手がけた。
後年はテレビ映画や短編、ドキュメンタリーの仕事が多くなり、最後の日本公開作は『チャタレイ夫人の恋人』である。
2011年11月27日死去。84歳没。

## 主な監督作品
- フレンチ・ドレッシング French Dressing （1964年）
- ソング・オブ・サマー Song of Summer （1968年）
- 10億ドルの頭脳 Billion Dollar Brain （1967年）
- 恋する女たち Women in Love （1969年）
- 恋人たちの曲/悲愴 The Music Lovers （1970年）
- ボーイフレンド The Boy Friend （1971年）
- 肉体の悪魔 The Devils （1971年）
- 狂えるメサイア Savage Messiah （1972年）
- マーラー Mahler （1974年）
- トミー Tommy （1975年）
- リストマニア Lisztomania （1976年）
- バレンチノ Valentino （1977年） （DVD題は『ヴァレンティノ』）
- アルタード・ステーツ/未知への挑戦 Altered States （1979年）
- ケン・ラッセルの見た惑星 (Ken Russell's View of) The Planets （1983年）
- クライム・オブ・パッション Crimes of Passion （1984年）
- ゴシック Gothic （1986年）
- サロメ Salome's Last Dance （1987年）
- アリア Aria （1987年）
- 白蛇伝説 The Lair of the white worm （1988年）
- レインボウ The Rainbow （1989年）
- ボンデージ Whore （1991年）
- 逆転無罪 Prisoner of Honor （1991年）
- カーシュ夫人の欲望 The Insatiable Mrs. Kirsh （1994年）
- チャタレイ夫人の恋人 Lady Chatterley （1993年 TVミニシリーズ版／1995年 映画編集版）
- 超能力者ユリ・ゲラー Mindbender （1996年 TV映画）
- デス・ルーム Trapped Ashes （2006年）